# Материальная ответственность
Материальная ответственность — обязанность лица возместить ущерб, причиненный другому лицу вследствие нарушения возложенных на него трудовых обязанностей.

## Определение
Согласно БСЭ ответственность материальная — это обязанность рабочих и служащих возместить имущественный ущерб, причинённый по их вине предприятию (учреждению), в котором они работают, а также обязанность предприятия, учреждения и организации возместить ущерб, причинённый здоровью трудящихся.

## Материальная ответственность в Российской Федерации
Материальная ответственность сторон трудового правоотношения регулируется Трудовым кодекс Российской Федерации от 30.12.2001 N197-ФЗ (часть 3, раздел XI, статьи 232-250).
Материальная ответственность в трудовом праве — это не только обязанность работника возместить ущерб, причиненный работодателю (предприятию, учреждению, организации, индивидуальному предпринимателю), но также и обязанность работодателя возместить ущерб, причиненный работнику (в результате незаконного лишения возможности трудиться, за задержку выплаты заработной платы), либо его имуществу.
Виды материальной ответственности — ограниченная и полная.
Материальная ответственность — это обязанность работника возмещать ущерб, причиненный предприятию вследствие нарушения возложенных на него трудовых обязанностей. Она возникает непосредственно после причинения ущерба независимо от привлечения работника к иным видам ответственности (дисциплинарной, административной, уголовной) и применения к нему других мер материального воздействия (неначисление премии за основные результаты хозяйственной деятельности, невыплаты вознаграждения по итогам работы за год и т. п.).
При приёме на работу оформляется договор о материальной ответственности, который заключается между администрацией и работником. В договоре указываются права, обязанности и ответственность каждой из сторон. Договор оформляется в двух экземплярах 1-й остаётся в отделе кадров предприятия, 2-й передаётся коллективу бригады, подписывается руководителем предприятия и заверяется печатью субъекта хозяйствования. Договор действует на весь период работы на данном предприятии.
При бригадной форме материальной ответственности все члены бригады имеют одинаковое право доступа к ценностям, участвуют в осуществлении комплекса операций с ценностями и отчитываются за них перед бухгалтерией.

## Ограниченная материальная ответственность
Ограниченная материальная ответственность состоит в обязанности работника возместить ущерб в предусмотренных законодательством пределах.
Таковым является часть заработной платы трудящегося. Ущерб, превышающий заранее установленный предел, не может быть взыскан с работника.